# Nasser Mohammadkhani
Naser Mohammadkhani (persisch ناصر محمدخانی‎; * 7. September 1957) ist ein ehemaliger iranischer Fußballspieler. Er gewann mit Persepolis Teheran den Asienpokal der Pokalsieger 1991 und mit der Iranischen Fußballnationalmannschaft die Goldmedaille der Asienspiele 1990. 
2010 geriet er aufgrund der Hinrichtung seiner unter unklaren Umständen in einem aufsehenerregenden öffentlichen Prozess zum Tode verurteilten Ex-Geliebten Shahla Jahed erneut in großes, auch internationales, Medieninteresse.

## Karriere

### Vereine
Mohammadkhani spielte insgesamt zehn Jahre beim iranischen Rekordmeister Persepolis Teheran. Mit diesem Verein gewann er 1989 die erste iranische Fußballmeisterschaft nach der Islamischen Revolution. Im Folgejahr wurde er mit seinem Verein Vizemeister hinter dem Lokalrivalen Esteghlal Teheran. 1991 gewann er mit Persepolis den nationalen Pokalwettbewerb und anschließend den Asienpokal der Pokalsieger. Da der iranische Pokalwettbewerb 1992 und 1993 nicht ausgetragen wurde, nahm Persopolis erneut am kontinentalen Wettbewerb teil und erreichte 1993 noch einmal das Finale.
Von 1986 bis 1989 spielte Mohammadkhani in Katar beim Qatar Sports Club in Doha.

### Nationalmannschaft
Nasser Mohammadkhani spielte 25-mal für die Iranische Fußballnationalmannschaft und erzielte dabei 18 Tore. Er wurde Torschützenkönig der Fußball-Asienmeisterschaft 1984 in Singapur, wo der Iran den vierten Platz erreichte. Bei den Asienspielen 1990 in Peking gewann er mit seiner Mannschaft die Goldmedaille.

## Privatleben

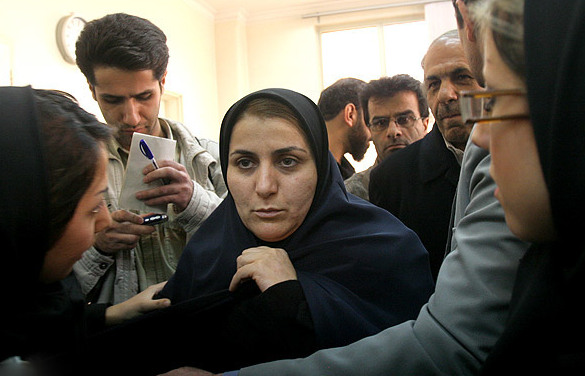
Shahla Jahed (2009)

Mohammadkhanis Ehefrau Laleh Saharkhizan wurde 2002 ermordet. In einem spektakulären, öffentlich geführten Strafprozess wurde seine damalige Geliebte Shahla Jahed des Mordes für schuldig befunden und zum Tode verurteilt. Trotz heftiger internationaler Proteste und obwohl Jahed ihr Geständnis widerrief, wurde sie am 1. Dezember 2010 im Teheraner Evin-Gefängnis gehängt.